# Hausz al-Fara
Hausz al-Fara (arab. حوش الفارة) – miejscowość w Syrii, w muhafazie Damaszek. W 2004 roku liczyła 2451 mieszkańców.